# Fritz Sack (Fußballtrainer)
Fritz Sack ist ein ehemaliger deutscher Fußballspieler und -trainer. Als Trainer betreute er kurzzeitig die DDR-Oberliga-Mannschaften der SG Volkspolizei Dresden und der BSG Chemie Zeitz.

## Sportliche Laufbahn
In den 1930er Jahren war Fritz Sack für die meist zweitklassig spielende SpVgg Leipzig aktiv. 
Nach dem Zweiten Weltkrieg wurde Fritz Sack Trainer der SG Volkspolizei Dresden. Als 1950 die DDR-Sportvereinigung Deutsche Volkspolizei beschloss, die Dresdner Polizei-SG, die zu dieser Zeit in der Stadtliga Dresden spielte, zur Spitzenmannschaft der Sportvereinigung auszubauen, wurde Fritz Sack zusammen mit Paul Döring beauftragt, eine neue Mannschaft aus Spitzenspielern der Polizei-Sportgemeinschaften aus der gesamten DDR zusammenzustellen. Dazu wurde im Sommer 1950 ein Sichtungslehrgang durchgeführt, der zur Auswahl von 17 Spielern führte.
Die neu gebildete Mannschaft der SG Volkspolizei Dresden wurde ohne sportliche Qualifikation zur Saison 1950/51 in die höchste Fußballklasse, die Oberliga, eingegliedert. Fritz Sack wurde als verantwortlicher Trainer eingesetzt und gilt damit als erster Trainer von Dynamo Dresden. Es gelang ihm, aus der zusammengewürfelten Mannschaft ein erfolgreiches Team zu formen, das bereits in seiner ersten Oberligasaison Platz vier erreichte. Fritz Sack ging auch mit den Dresdnern in die Spielzeit 1951/52. Nach dem 5. Spieltag lag seine Mannschaft nach drei Siegen und jeweils einem Unentschieden und einer Niederlage auf dem 3. Tabellenplatz. Aus nicht zu ermittelnden Gründen wurde er anschließend von Rolf Kukowitsch abgelöst, der zuvor im Mai 1951 die letzten drei Meisterschaftsspiele bei der BSG Chemie Leipzig geleitet und die Mannschaft zur Meisterschaft geführt hatte. 
Noch im Laufe der Saison 1951/52 wechselte Fritz Sack zur BSG Chemie Zeitz in die zweitklassige DDR-Liga. Dort übernahm er bis 1966 verschiedene Funktionen im Trainerstab. 1960 leitete er kurzzeitig das Training der Oberligamannschaft.